# Laine Randjärv
Laine Randjärv, poprzednio Jänes (ur. 30 lipca 1964 w Moskwie) – estońska muzykolog i polityk, minister kultury od 2007 do 2011, była burmistrz Tartu, wiceprzewodnicząca parlamentu.

## Życiorys
Z zawodu dyrygent i nauczyciel muzyki. W 1983 ukończyła szkołę muzyczną, w 1989 Konserwatorium Tallińskie. W 1996 uzyskała magisterium w Estońskiej Akademii Muzycznej. Studiowała także na wydziale filozofii Uniwersytetu w Tartu.
Od 1985 do 1998 pracowała w szkole muzycznej im. Heina Ellera w Tartu, od 1995 była jednocześnie głównym specjalistą w miejskim departamencie kultury. W połowie lat 90. wykładała także w szkole nauczycielskiej, przez rok kierowała oddziałem miejskim Estońskiej Akademii Muzycznej. W latach 1998–2002 pełniła funkcję dyrektora muzycznego teatru Vanemuine. Następnie przez dwa lata była zastępcą burmistrza Tartu, a w latach 2004–2007 sprawowała urząd burmistrza tego miasta.
W wyborach w 2007 uzyskała mandat posłanki do Zgromadzenia Państwowego (XI kadencji) z ramienia Estońskiej Partii Reform. Po kilku dniach zrezygnowała z zasiadania w parlamencie w związku z powołaniem na stanowisko ministra kultury w rządzie Andrusa Ansipa. W 2011 odeszła z rządu, została natomiast wiceprzewodniczącą Riigikogu XII kadencji. W 2015 utrzymała mandat poselski na kolejną kadencję.